# Francisco Fariñas
Francisco Fariñas Gutiérrez (La Habana; 2 de abril de 1950) es un exfutbolista cubano que compitió en los Juegos Olímpicos de 1976.
Convertido en entrenador, dirigió notablemente al FC Ciudad de La Habana con el que se coronó campeón de Cuba en 2001.

## Trayectoria
Pasó por Las Cañas antes de unirse profesionalmente a Industriales, donde pasó en 1966 y de 1971 a 1974. Entre esos años, estuvo en La Habana y en 1976 fichó por la Ciudad de La Hanana.

## Selección nacional
Titular habitual de la selección cubana de la década de 1970, juega su primer partido ante Jamaica, el 14 de enero de 1967, como parte de la clasificación para el Campeonato de Naciones de la Concacaf de 1967.
Jugó en las eliminatorias a los mundiales de 1978 y 1982 (12 juegos disputados con dos goles anotados). Formó parte del grupo de convocados a disputar los Juegos Olímpicos de 1976, en Montreal, a las órdenes de Sergio Padrón, jugando dos encuentros.

### Participaciones en Juegos Olímpicos
| Torneo                   | Sede     | Resultado     |
| ------------------------ | -------- | ------------- |
| Juegos Olímpicos de 1976 | Montreal | Primera ronda |

## Clubes
| Club                | País | Año       |
| ------------------- | ---- | --------- |
| Industriales        | Cuba | 1966      |
| La Habana           | Cuba | 1967-1971 |
| Industriales        | Cuba | 1971-1974 |
| La Habana           | Cuba | 1974-1976 |
| Ciudad de La Habana | Cuba | 1976-1981 |

## Palmarés

### Como jugador
| Título              | Equipo              | País | Año  |
| ------------------- | ------------------- | ---- | ---- |
| Campeonato Nacional | La Habana           | Cuba | 1967 |
| Campeonato Nacional | Industriales        | Cuba | 1972 |
| Campeonato Nacional | Industriales        | Cuba | 1973 |
| Campeonato Nacional | Ciudad de La Habana | Cuba | 1978 |
| Campeonato Nacional | Ciudad de La Habana | Cuba | 1979 |

### Como entrenador
| Título              | Equipo              | País | Año  |
| ------------------- | ------------------- | ---- | ---- |
| Campeonato Nacional | Ciudad de La Habana | Cuba | 2001 |